# Gare de Congénies
La gare de Congénies est une gare ferroviaire française de la ligne  de Sommières à Saint-Césaire située sur le territoire de la commune de Congénies, dans le département du Gard en région Occitanie.
Fermé et désaffecté du service ferroviaire, le bâtiment est réaffecté depuis 2004. Il est situé sur la voie verte de la Vaunage Caveirac-Sommières qui a remplacé la voie ferrée. 

## Situation ferroviaire
Établie à 66,9 mètres d'altitude, la gare de Congénies était située au point kilométrique (PK) 70,442 de la ligne  de Sommières à Saint-Césaire entre les gares de Junas et de Calvisson.

## Histoire
La gare de Congénies est mise en service en 1882 par la Compagnie des chemins de fer de Paris à Lyon et à la Méditerranée (PLM), à l'occasion de l'ouverture de la ligne directe Nîmes à Sommières. (Jusqu'alors, il fallait emprunter ligne de Nîmes à Lunel avec un changement à Gallargues.) Outre le succès de la liaison voyageur, le trafic de marchandises est un atout précieux pour les viticulteurs de la commune. En 1932, la cave coopérative de Congénies sera édifiée à moins de 150 mètres de la gare. 
Devant la concurrence de la voiture et le manque de rentabilité des petites lignes, la SNCF met fin au trafic voyageurs le 18 janvier 1970. L'arrêt des trains de marchandises en gare de Congénies est supprimé en 1974 et la ligne est définitivement fermée avec l'arrêt du trafic marchandises entre Caveirac et Sommières le 31 mai 1987.
Les destructions dues aux inondations du 3 octobre 1988 ayant mis fin à tout espoir de sauver la voie de Caveirac à Sommières, l'ensemble de cette section de voie est déclassé le 16 septembre 1991. Les rails sont déposés au printemps 1994.

## Architecture
Il s'agit d'une gare voyageurs PLM du type 3e classe, un type de gare standardisé pendant les années 1870 que la Compagnie PLM réservait aux agglomérations de moins de 6 000 habitants entraînant un trafic voyageur n'excédant pas 30 personnes par jour. Bâti sur un plan rectangulaire (8 x 12 mètres), le bâtiment principal comporte deux étages et trois portes ou fenêtres par étage.

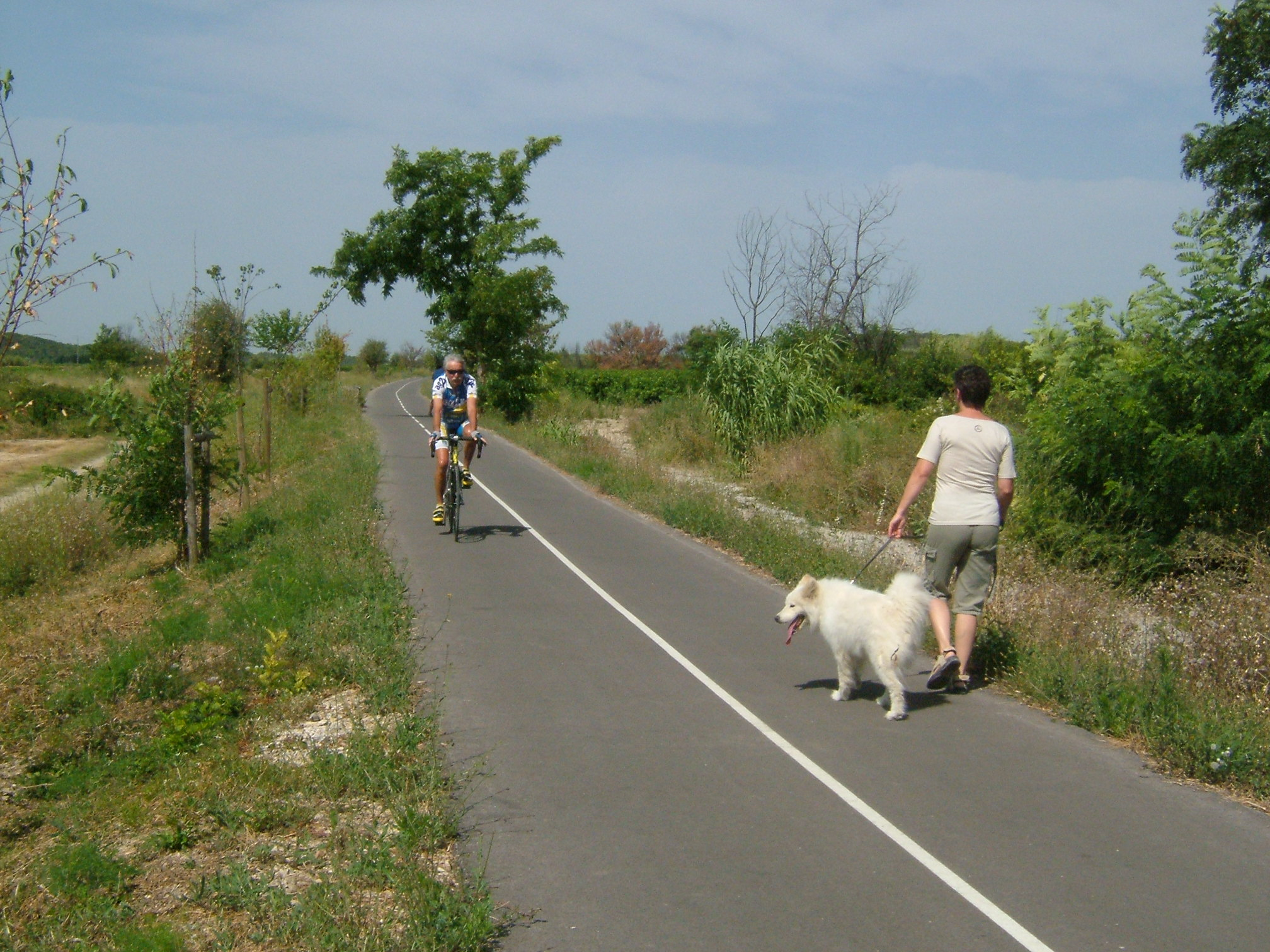
La voie verte de la Vaunage à Congénies

## Patrimoine ferroviaire
Le conseil général du Gard se porte acquéreur du domaine ferroviaire en 2001 et décide de l'aménagement d'une « voie verte » sur le tronçon Caveirac-Sommières. Ces travaux sont réalisés entre 2004 et 2006. L'ancienne gare héberge à présent un commerce.